# Tarairiús

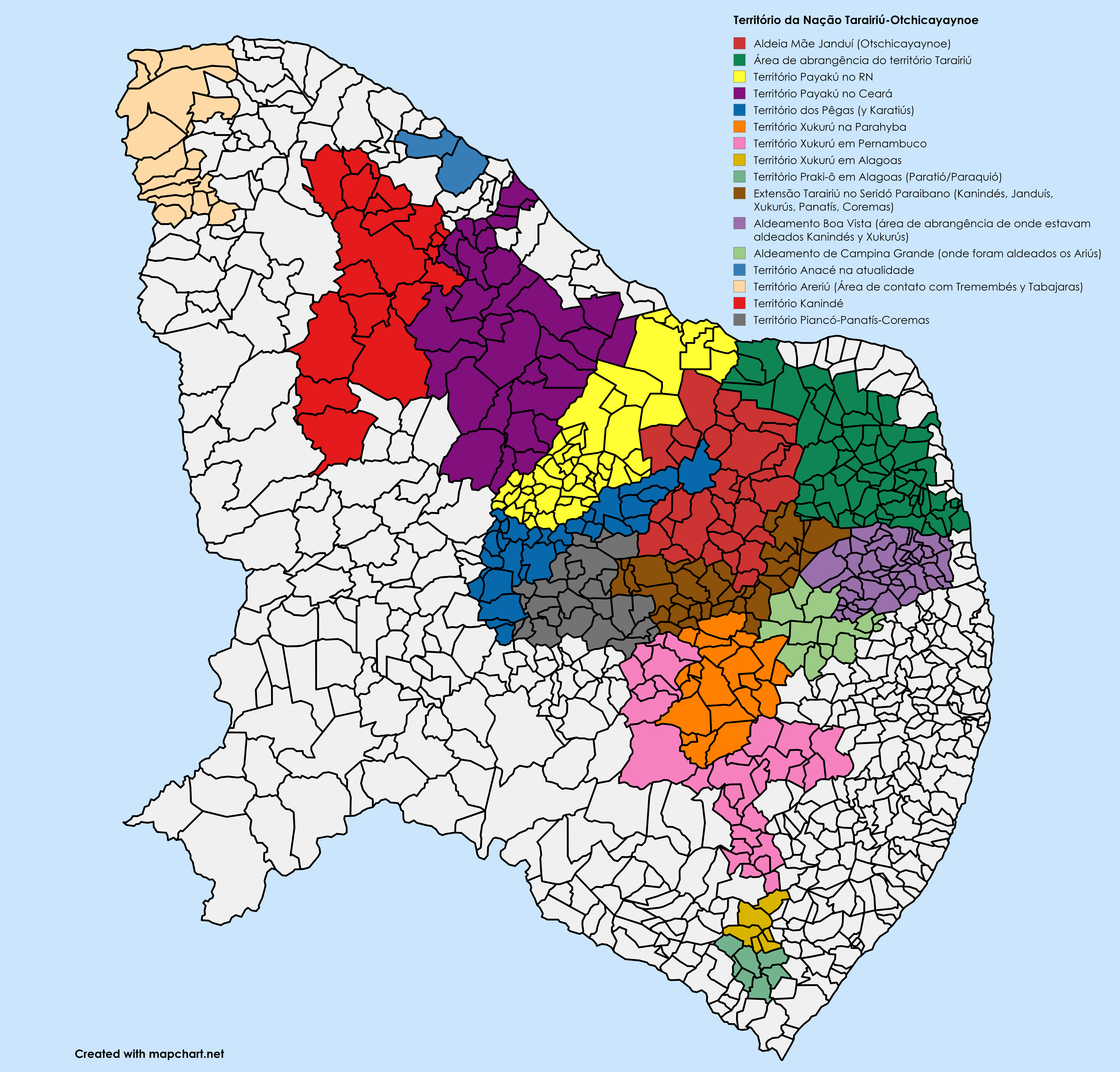
Extensão Territorial da Nação Tarairiú-Otxukayana

Tarairiú (Otxukayana) são uma nação indígena que habita os estados brasileiros do Rio Grande do Norte,  Paraíba, Ceará, Piauí, Alagoas e Pernambuco. Seu território corresponde ao bioma da caatinga e as regiões sublitorâneas, do agreste e do sertão dos Sertões de Fora se extendendo por todo o Planalto da Borborema, Serra da Rajada, Serra de Makaguá, Serra da Ibiapaba, Serra dos Karirís Velhos e nas ribeiras de rios Otschunogh (Piancó/Piranhas/Açu), Seridó, Sabugi, Apodi, Jaguaribe, Ipanema, Moxotó e Pajeú havendo se desenrolado sobre o Kuniangeya (Ribeira do Rio Açú) e Seridó o Levante Geral Otxukayana (Guerra do Açu). Se autodenominam Otxukayana.
Os Tarairiú formam, segundo historiadores um grupo linguístico distinto dentre os povos originários do nordeste brasileiro, e seriam, linguisticamente, uma língua isolada (URBAN, 1992) ao lado dos Kariri. Os Tarairiú foram retratados pelo artista neerlandês Albert Eckhout em sua caracterização dos tapuias. Outro que também os retratou foi Elias Herckmans em seu livro «Descripção geral da Capitania da Parahyba», publicado em 1639, quando este era administrador da Paraíba.

## Características gerais
Os Tarairiús uma das, se não a, maior Nação indígena do Nordeste brasileiro. Historicamente é composta por mais de 22 povos os quais se organização sócio-politicamente sob a liderança do maioral Draruk (Janduí) e posteriormente seu filho Kanindé (Camotyn). Era comum o povo levar o nome de sua liderança.
Realizam uma endo-migração sazonal e endo-territorial acompanhando os períodos de cheia e baixa do rio sagrado, Otschunogh (Rio Piancó-Piranhas-Açú) e descem ao litoral durante a safra de cajú. Realizam a  pratica da caça e colheita de mel.
Realizam o uso de armas como propulsores de lança e bordunas e também a prática da agricultura de milho, fumo, legumes, gerimum e mandioca, e fumigavam as sementes e o campo através do plantio. Os grupos eram geralmente divididos em duas metades. A divindade sagrada de sua nação é Otxá (Uxá/Houcha/Taúba).
Detém a técnica de assar alimentos com brasas enterradas. Possuem o rito de iniciação da Korroveara (corrida de toras de Carnaúba), rito de passagem para a fase adulta.

## História

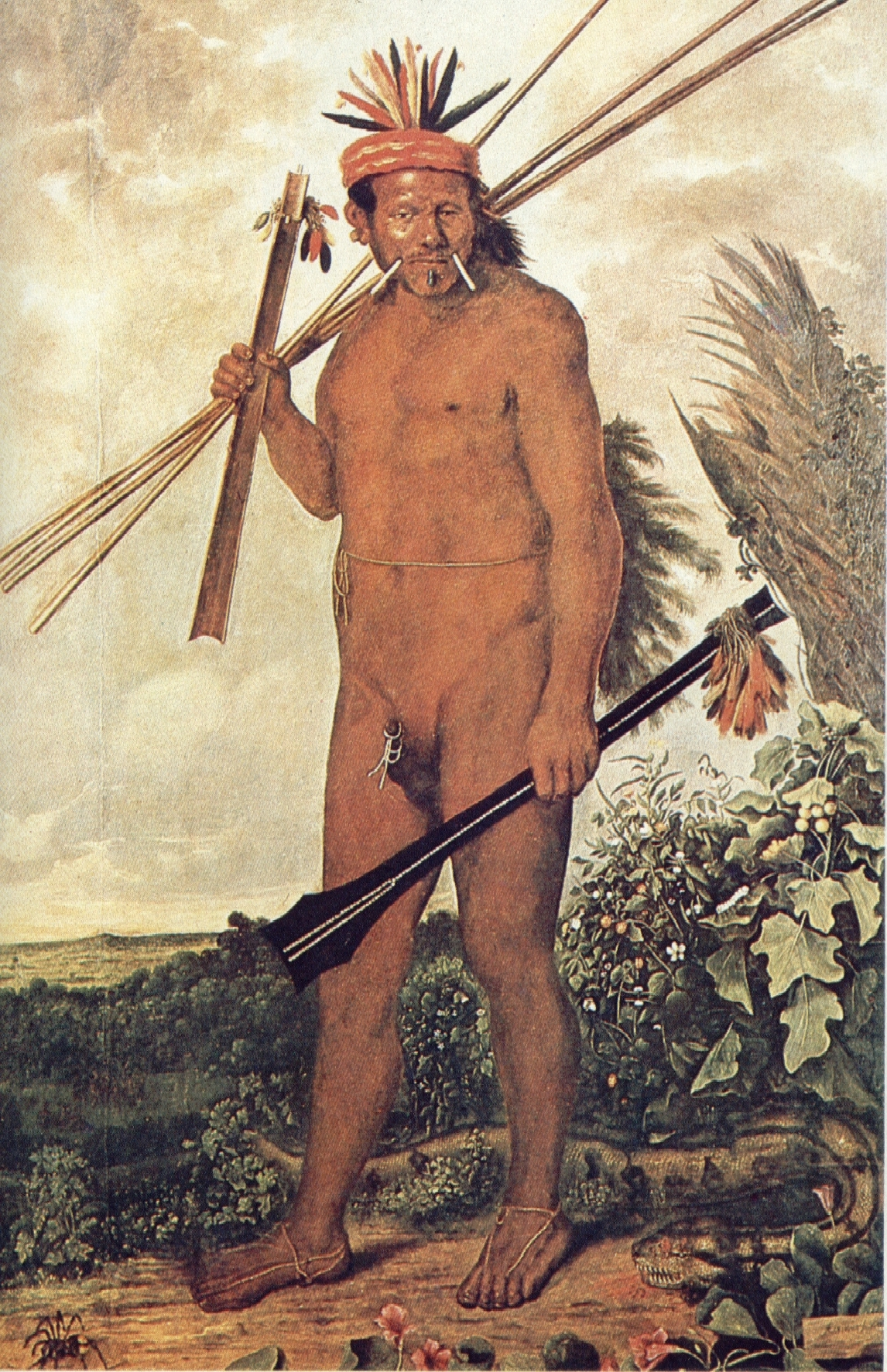
Homem Tarairiú (tapuia), por Albert Eckhout

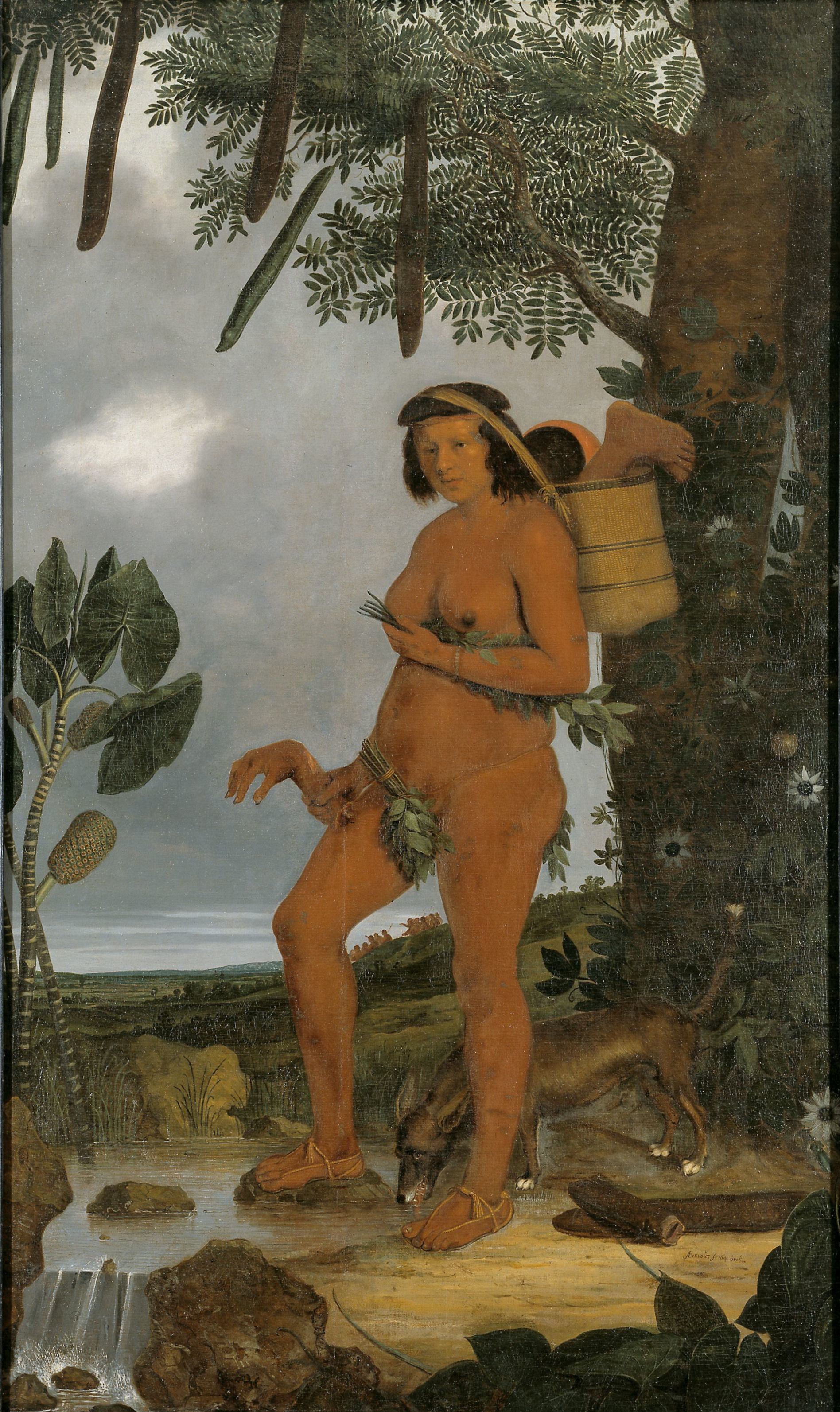
Mulher Tarairiú (tapuia), por Eckhout

A Nação Tarairiú-Otxukayana é composta por 22 povos. Aguerridos, lutaram ao lado dos neerlandeses contra o domínio colonial português durante os séculos XVII e XVIII.
Os invasores portugueses tentaram invadir o território Tarairiú, mas foram duramente combatidos no período entre 1630 e 1730, na que é considerada por alguns a maior guerra indígena no país.

## Grupos afiliados
A localização geográfica dos povos indígenas ao longo da história brasileira é muito imprecisa, sendo discutido por vários historiadores. Além disso, houve incontáveis migrações nos últimos quinhentos anos. Por isso, as localidades a baixo são baseadas no mapa do antropólogo Curt Nimuendajú.
- Ariús - Sertões da Paraíba (Séculos XVII e XVIII).
- Jucás - Sertão dos Inhamuns, no Ceará (Século XVIII) e atualmente no município de Parambu.
- Aconguaçús (ou Kamamús) - Baixo do Rio Coreaú, no Ceará. (Século XVII)
- Kanindés - Sertão central do Ceará e na fronteira da Paraíba com o Rio Grande do Norte (Século XVIII). Atualmente nos municípios de Canindé e Aratuba, no Ceará.
- Reriús - Sertões entre a Serra da Ibiapaba e o Rio Acaraú, no Ceará. (Século XVII)
- Janduís - Região entre o Rio Jaguaribe e o Rio Assu, no Ceará e Rio Grande do Norte. (Século XVII e XVIII)
- Jenipapo-Kanindés - Atualmente, no município de Aquiraz, no Ceará.
- Jenipapos - Sertão Central do Ceará. (Século XVIII)
- Paiacu - Região do Rio Apodi e Rio Jaguaribe até as regiões do Rio Açú, no Rio Grande do Norte e Ceará. (Século XVII e XVIII)
- Xukuru (ou Sucurus) - Sertões desde o norte de Alagoas até o norte da Paraíba (Século XVIII). Atualmente, na Serra do Ororubá, em Pernambuco.
- Takarijús - Sertões do norte do Piauí, próximos da Serra da Ibiapaba. (Século XVII)

- Corema - Sertões do extremo oeste da Paraíba. (Século XVIII)
- Panati - Cabeceiras do Rio Apodi, na fronteira da Paraíba e Rio Grande do Norte. (Século XVIII)
- Pêgas - Sertões do oeste da Paraíba. (Século XVIII)
- Caratiús - Sertão do Crateús, no médio do Rio Poti, no Ceará. (Séculos XVII e XVIII)